# Dolichopeza (Oropeza) candidipes
Dolichopeza (Oropeza) candidipes is een tweevleugelige uit de familie langpootmuggen (Tipulidae). De soort komt voor in het Palearctisch gebied.